# Răzvan Ochiroșii
Răzvan Iulian Ochiroșii (* 13. März 1989 in Galați) ist ein rumänischer Fußballspieler auf einer mittelfeldposition.

## Vereinskarriere
Ochiroșii gab sein Debüt für Steaua Bukarest in der Liga 1 am 17. Mai 2006 gegen FCM Bacău. Das Spiel gewann Steaua mit 2:0. Im August 2007 gab Steaua bekannt, Ochiroșii an Gloria Buzău zu verleihen. Er lief aber nur dreimal für den Verein auf und erzielte dabei kein Tor. Im Januar 2008 kam er zurück zu Steaua, wurde aber nur selten eingesetzt. In der Winterpause 2009/10 kehrte er in seine Heimatstadt zurück und spielt seither für Oțelul Galați, wo er zum Stammspieler wurde. In der Saison 2010/11 gewann er mit Oțelul die rumänische Meisterschaft. Im Sommer 2011 wurde er an den Zweitligisten Săgeata Năvodari ausgeliehen. Ein halbes Jahr später vereinbarte Oțelul ein Leihgeschäft mit Fortuna Brazi, ehe Ochiroșii im Sommer 2012 für eine Spielzeit an CF Fuenlabrada in die spanische Segunda División B ausgeliehen wurde. Nach seiner Rückkehr nach Galați im Sommer 2013 kam er dort nicht mehr zum Zuge, woraufhin er Ende August 2013 zu CD Guijuelo – erneut in die Segunda División B – wechselte. Mit seinem neuen Klub erreichte er in der Liga den vierten Platz in seiner Gruppe, schaffte in den Play-offs aber nicht den Aufstieg.
Im Sommer 2015 wechselte er zum Zweitligisten AD Alcorcón. Auch die folgenden zehn Spielzeiten verbrachte er bei unterklassigen spanischen Clubs.

## Erfolge
- Rumänischer Meister (2): 2005/06, 2010/11
- Rumänischer Supercup-Sieger (1): 2006